# Miranda de Arga
Miranda de Arga (en basque Miranda Arga) est une ville et une commune de la Communauté forale de Navarre (Espagne).
Elle est située dans la zone non bascophone de la province et à 50 km de sa capitale, Pampelune. L'espagnol est la seule langue officielle alors que le basque n’a pas de statut officiel.

## Géographie
Le village s'étage sur une colline, depuis l'Hôtel de Ville blasonné à mi-pente, jusqu'à la Plaza de la Cruz, reconnaissable à la Tour-de-l'Horloge et à la tour mudéjare qui complète l' "Iglesia de la Asuncion".
Un peu en dehors du village, au-dessus de l'église, se dressent un petit sanctuaire et les vestiges d'une tour depuis laquelle on profite d'un beau panorama sur l'Arga en contrebas, sur le patchwork des champs de blé et des carrés de vigne, ainsi que sur des rangées d'éoliennes dans le lointain.

## Localités limitrophes
- Berbinzana, Tafalla, Lerín et Falces.

## Démographie
| Évolution démographique                                         | Évolution démographique | Évolution démographique | Évolution démographique | Évolution démographique | Évolution démographique | Évolution démographique | Évolution démographique | Évolution démographique | Évolution démographique | Évolution démographique |
| 1996                                                            | 1998                    | 1999                    | 2000                    | 2001                    | 2002                    | 2003                    | 2004                    | 2005                    | 2006                    | 2007                    |
| --------------------------------------------------------------- | ----------------------- | ----------------------- | ----------------------- | ----------------------- | ----------------------- | ----------------------- | ----------------------- | ----------------------- | ----------------------- | ----------------------- |
| 978                                                             | 999                     | 996                     | 997                     | 1 009                   | 1 031                   | 1 018                   | 1 003                   | 997                     | 979                     | 965                     |
| Sources: Miranda de Arga et instituto de estadística de navarra |                         |                         |                         |                         |                         |                         |                         |                         |                         |                         |

## Patrimoine

### Patrimoine civil
- Palacio de los Colomo, actuelle mairie de la Ville (également connue comme "Casa de las Torres" XVIIe-XVIIIe).
- Torre del Reloj (XVIe siècle).
- Torreón: tour défensive construite durant la seconde guerre carliste.
- Noria.
- Pont sur le rio Arga: d'origine gothique.
- Casa de Carranza.
- Bomba : ancienne construction servant a puiser l'eau pour l'élevage.
- Molino de Cabués :ancienne construction qui produisait l'électricité aux habitants de Vergalijo.
- Molino de Miranda: ancienne construction qui produisait l'électricité aux habitants de Miranda de Arga.
- Portal del Monte :ancien pont d'accès à la ville.

### Patrimoine religieux
- Église de la Asunción (XIIIe – XIVe siècle).
- Ermitage de Nuestra Señora del Castillo (XVIIe siècle).
- Ermitage de El Cristo.
- Ermitage de San Juan.
- Ermitage de El Ángel.
- Ermitage de Vergalijo

## Personnalités
- Bartolomé de Carranza (1503 - Rome, 1576). Archevêque de Tolède et confesseur du roi Philippe II d'Espagne. Il représenta l'empereur Charles V au concile de Trente et fit l'objet d'un célèbre procès de la part de l'Inquisition.

### Sources et bibliographie
- (es) Cet article est partiellement ou en totalité issu de l’article de Wikipédia en espagnol intitulé « Miranda de Arga » (voir la liste des auteurs).
- C.F. Henningsen, Campaña de doce meses en Navarra y las Provincias Vascongadas con el General Zumalacárregui. Madrid 1935. (sur un curieux fait s'étant produit dans cette municipalité durant la première guerre carliste)